# Pfarrer Schießler
Pfarrer Schießler (Langtitel: Pfarrer Schießler – Gäste und Geschichten) ist eine deutsche Talkshow mit Pfarrer Rainer Maria Schießler als Moderator die von 2012 bis 2015 im Bayerischen Fernsehen ausgestrahlt wurde.

## Episodenliste
| Nr. | Originaltitel                 | Erstausstrahlung  |
| --- | ----------------------------- | ----------------- |
| 1   | Geschichten über die Liebe    | 21. Dezember 2012 |
| 2   | Geschichten über die Hoffnung | 28. März 2013     |
| 3   | Geschichten über die Freiheit | 19. Juli 2013     |
| 4   | Geschichten über das Glück    | 22. November 2013 |
| 5   | Heimat                        | 28. März 2014     |
| 6   | Toleranz                      | 21. November 2014 |
| 7   | Mut                           | 20. März 2015     |
| 8   | Familie                       | 4. Dezember 2015  |